# Vrpolje (Knin)
Vrpolje falu Horvátországban Šibenik-Knin megyében. Közigazgatásilag Kninhez tartozik.

## Fekvése
Knintől 4 km-re északkeletre, Dalmácia északi-középső részén, a Knini-mező északkeleti részén, a 33-as számú főút közelében fekszik.

## Története
A középkorban az akkor „Polje” (latinul „Campus”) nevű településnek önálló plébániája volt, mely a knini püspökséghez tartozott. 1522-ben Knin elfoglalásával együtt török kézre került. A török uralom alóli felszabadulás 1688 után a skradini püspökség alá tartozott, egyházi szolgálatát ferences szerzetesek látták el. 1830-tól a šibeniki püspökséghez tartozik.
A településnek 1857-ben 592, 1910-ben 883 lakosa volt. Az első világháború után előbb a Szerb-Horvát-Szlovén Királyság, majd Jugoszlávia része lett. 1991-ben lakosságának 64 százaléka horvát, 32 százaléka szerb nemzetiségű volt. Szerb lakói még ez évben csatlakoztak a Krajinai Szerb Köztársasághoz. A horvát hadsereg 1995 augusztusában a Vihar hadművelet során foglalta vissza a települést. Szerb lakói nagyrészt elmenekültek. A településnek 2011-ben 213 lakosa volt.

## Lakosság
| Lakosság változása | Lakosság változása | Lakosság változása | Lakosság változása | Lakosság változása | Lakosság változása | Lakosság változása | Lakosság változása | Lakosság változása | Lakosság változása | Lakosság változása | Lakosság változása | Lakosság változása | Lakosság változása | Lakosság változása | Lakosság változása |
| ------------------ | ------------------ | ------------------ | ------------------ | ------------------ | ------------------ | ------------------ | ------------------ | ------------------ | ------------------ | ------------------ | ------------------ | ------------------ | ------------------ | ------------------ | ------------------ |
| 1857               | 1869               | 1880               | 1890               | 1900               | 1910               | 1921               | 1931               | 1948               | 1953               | 1961               | 1971               | 1981               | 1991               | 2001               | 2011               |
| 592                | 0                  | 549                | 622                | 692                | 883                | 692                | 802                | 711                | 727                | 688                | 607                | 516                | 536                | 204                | 213                |

## Nevezetességei
Szent Jakab apostol tiszteletére szentelt római katolikus plébániatemploma a 18. században épült, 1880-ban megújították. Egyszerű épület, homlokzata felett harangtoronnyal, benne két haranggal. A templomnak kőből épített oltára volt, rajta Szent Jakab szobrával. 1988-89-ben állami segítséggel teljesen felújították. A délszláv háború idején 1992-ben a szerb felkelők aláaknázták, majd felrobbantották. 2000-ben minisztériumi segítséggel építették újjá. Az új Szent Jakab oltárképet Josip Biffel festőművész festette. A templom körül régi temető található.